# NGC 1720
NGC 1720 este o galaxie spirală situată în constelația Eridanul. A fost descoperită în 30 decembrie 1861 de către Heinrich Louis d'Arrest. Se află la o distanță de 57,1 de megaparseci de Pământ.